# Iesy Hessen
Die iesy Hessen GmbH & Co. KG war ein von 1999 bis 2007 existierender regionaler Kabelnetzbetreiber in Hessen mit Sitz in Darmstadt. Das Unternehmen entstand 1999 durch die regulatorisch geforderte Ausgliederung des hessischen Kabelnetzes aus der Deutschen Telekom. Zunächst startete Iesy unter dem Namen Hessen Kabel GmbH, im Jahre 2000 wurde der Markenname eKabel genutzt, bevor sich das Unternehmen in Iesy umbenannte. Die meisten Mitarbeiter rekrutierten sich aus der Deutschen Telekom. Erster Investor war die Firma Klesch & Company Ltd. mit Sitz in London, die 65 % von der Hessen Kabel GmbH zum 1. Juli 2000 zu einem Preis von 2 Milliarden DM übernahm. Damit war es nach dem Kabelnetz in NRW der zweite erfolgreiche Verkauf eines Kabelnetzes. Zu diesem Zeitpunkt wurden in Hessen 1,3 Millionen Kunden mit Kabelfernsehen versorgt.
Das Unternehmen bot analoges und digitales Kabelfernsehen, Telefonanschlüsse und Highspeed-Internetzugänge an. Die Breitbandnetze wurden ursprünglich von der Deutschen Telekom aufgebaut. iesy gehörte mit ish seit November 2005 zur Unity Media. Ab Frühjahr 2006 sollten alle Tele Columbus Kunden in Hessen automatisch iesy Kunden sein; die Produkte von ish und iesy wurden angeglichen, jedoch unter getrennten Namen vermarktet. Am 22. Mai 2007 wurden die regionalen Kabelnetzbetreiber iesy, ish (NRW) – beide Netzebene 3 und Tele Columbus West GmbH (Netzebene 4 Kabel-TV Anbieter) zur neuen Marke Unity Media zusammengeführt.
Neben den klassischen analogen und digitalen Fernsehangeboten bot das Unternehmen in einigen Ausbaugebieten auch rückkanalfähige Highspeed-Internetzugänge sowie Telefonanschlüsse an.
Die Namensgleichheit mit einem Systemhaus in Meinerzhagen führen dazu, dass dieses Systemhaus manchmal für den Rechtsnachfolger gehalten wird. Das Systemhaus hat die Markenrechte und die internationalen Domains übernommen. Rechtsnachfolger der Kommanditgesellschaft bleibt aber die Unitymedia Hessen GmbH & Co. KG, die mittlerweile als Vodafone Hessen GmbH & Co. KG zu Vodafone Deutschland gehört.